# Udvikling eller afvikling - en stillehavsø i opbrud
|  | Denne artikel er oprettet af botten PalnaBot ud fra en ekstern database. Den kan derfor have sproglige fejl eller mangler. Denne skabelon kan fjernes efter kontrol af indholdet. |

Udvikling eller afvikling - en stillehavsø i opbrud er en dokumentarfilm fra 1978 instrueret af Kristian Paludan efter manuskript af Kristian Paludan.

## Handling
Bellona er et lille isoleret øsamfund i Stillehavet, og del af Salomonøerne. Til forskel fra andre udviklingsområder i den 3. verden har Bellona stadig mulighed for ikke at lade sig integrere i det internationale samfund. På øen demonstreret ved modstand mod et mineprojekt. Men spørgsmålet er, hvor længe? Filmens konstant skiftende yderpunkter er de aktuelle økonomisk/politiske realiteter og det traditionelle bellonesiske samfund.